# Chant XV du Paradis
Le Chant XV du Paradis est le quinzième chant du Paradis de la Divine Comédie du poète florentin Dante Alighieri. Il se déroule dans le ciel de Mars où résident esprits combattants et mourant pour la foi ; nous sommes au soir du  13 avril 1300 ou du 30 mars 1300.
Ce Chant, ainsi qui les suivants Chant XVI et Chant XVII, fait partie d'un triptyque dans lequel Dante rencontre son trisaïeul Cacciaguida et s'entretient longuement avec lui de la décadence de Florence et de sa mission future.

## Thèmes et contenus

### Le Silence des Bienheureux: versets 1-12
Nous avons assisté dans le Chant XIV précédent à la description du cinquième ciel, le ciel de Mars, où résident les âmes de ceux qui ont combattu et sont morts pour la foi, qui apparaissent comme des splendeurs rouge vif qui chantent en formant une croix grecque au centre de laquelle brille le Christ. Maintenant, ces âmes se taisent, poussées par l'esprit de charité, afin que Dante puisse exprimer sa prière. Cet acte suscite en lui une réflexion qui s'inscrit dans le débat contemporain : en explicitant l'importance de l'intercession des saints en faveur de ceux qui savent les prier avec un esprit juste, Dante prend position pour la théorie soutenue par l'Église.

### Cacciaguida:  versets 13-69
Dans cette atmosphère de suspense, une âme se détache des autres et telle une étoile filante, descend la croix jusqu'à Dante et l'accueille avec la même ferveur qu'Anchise accueillit Énée lorsqu'il le rencontra dans les champs élyséens : Avec cette comparaison tirée du Chant VI de l'Énéide, Dante, en plus de rendre un nouvel hommage à sa « plus grande muse » (Virgile), se compare implicitement à son illustre prédécesseur Énée et réaffirme ainsi l'importance de sa propre mission parce que, comme lui, il est admis dans le royaume des enfers pour remplir une mission que Dieu lui a confiée. Le personnage est Cacciaguida, qui salue donc Dante en latin :
« O sanguis meus, o superinfusa
gratia Dei, sicut tibi cui
bis unquam coeli ianua reclusa? »
— Auteur, Dante

« Ô mon sang, ô grâce divine
infusée en toi en abondance, à qui comme à toi
deux fois la porte du ciel a-t-elle jamais été ouverte ? »
— versets 28-30
Après ces mots, le poète se concentre sur lui, puis se tourne vers sa guide, Béatrice et est émerveillé car ses yeux sont si beaux qu'il croit avoir atteint le plus haut degré de sa félicité. Pendant ce temps, l'esprit continue à parler, si profondément qu'il dépasse la limite de l'entendement humain ; puis, après avoir déversé l'ardeur de l'affection, le niveau de son discours s'abaisse de sorte que Dante peut à nouveau le comprendre et il l'entend louer Dieu. Puis l'âme se tourne vers le poète, lui exprimant la joie de voir enfin se réaliser un désir qui le possédait depuis si longtemps, depuis que, arrivé au Paradis, il avait pu lire dans le livre de l'avenir. Par ces mots et d'autres encore, il l'invite à parler.

### Remerciements et Demande de Dante: versets 70-87
Après s'être tourné à nouveau vers Béatrice et avoir reçu d'elle un sourire d'assentiment, Dante exprime la différence entre lui et les bienheureux, car en eux «  affection et sagesse  », c'est-à-dire le sentiment et la rationalité, la capacité de l'exprimer,  vont de pair, puisque Dieu en qui l'amour et la sagesse sont égaux les a éclairés, tandis que chez les mortels le désir et la capacité intellectuelle sont différents et c'est pourquoi Dante ne rend grâce qu'avec son cœur, sachant bien qu'il ne peut pas le rendre aussi bien avec des mots. Enfin, il demande au bienheureux de lui révéler son nom.

### Éloge de la Florence Antique: versets 88-148

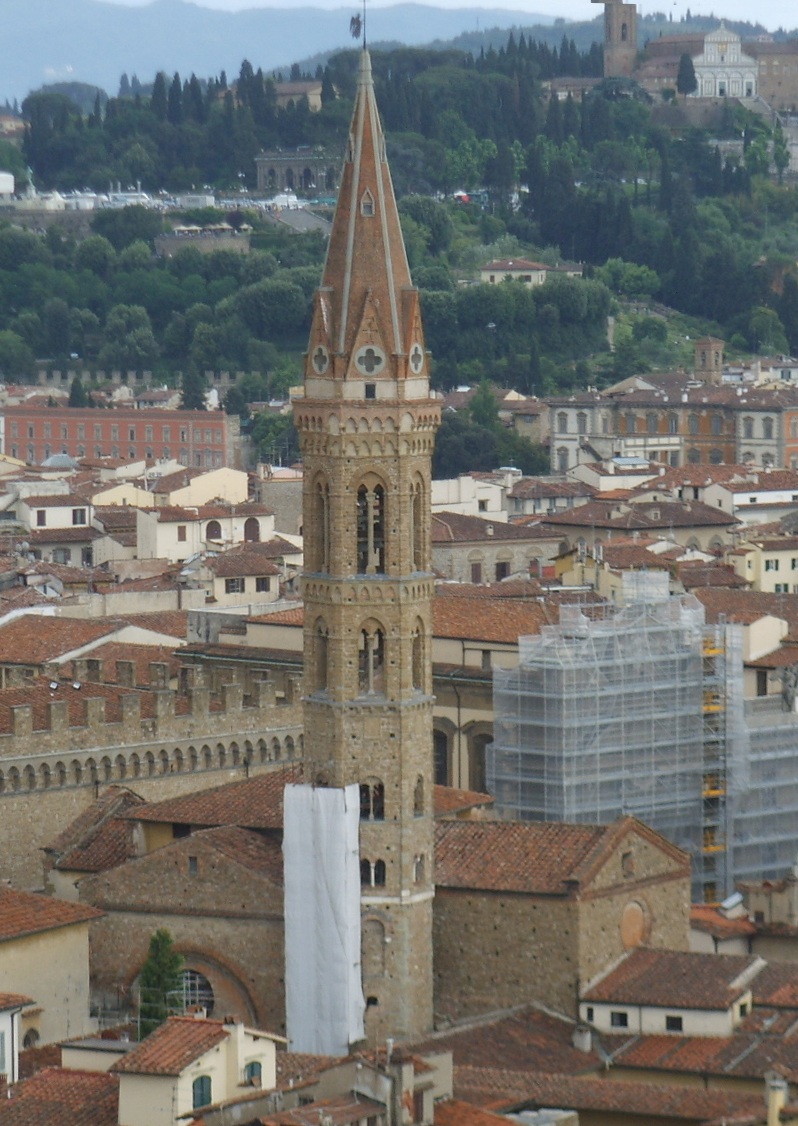
Florence, Campanile de la Badia Fiorentina, par Arnolfo di Cambio.

Ce dernier répondit : « O mon descendant, en qui je me réjouissais même en t'attendant, j'étais ton géniteur ; celui dont ta maison tire son nom et qui depuis plus de cent ans est dans le premier cadre du purgatoire, était mon fils et ton arrière-petit-fils : il est juste que tu abrèges sa longue peine par tes suffrages  ». Suit l'évocation de la grandeur morale de l'ancienne Florence, où il est né :

« Florence se tenait en paix, modérée dans ses besoins et honnête dans sa conduite, dans le premier cercle de ses murs ; les femmes ne portaient pas de colliers précieux, ni de couronnes sur la tête, ni de jupes ornées de frises et brodées, ni de ceintures plus voyantes que celui qui les portait ; la naissance d'une fille n'effrayait pas encore le père parce qu'il devait la marier en bas âge ou avec une dot excessive. Les maisons n'étaient pas encore vides d'enfants, la convoitise n'y était pas encore arrivée. Florence n'avait pas encore dépassé Rome en pompe, comme elle la dépassera en décadence : j'ai vu Bellincione Berti avec une ceinture de cuir et une boucle d'os, et sa femme sans un visage maquillé ; les familles des Nerli et des Vecchietti se contentaient de vêtements de cuir sans doublure, et leurs femmes de fuseau et de laine : heureusement pour eux, car chacun était certain d'être enterré à Florence et aucun n'était seul au lit parce que son mari était en France en train de marchander. L'une s'occupait du berceau, dorlotant l'enfant avec ce langage qui amuse tant les jeunes parents ; l'autre filait et racontait des histoires de Troie, de Fiesole et de Rome. À cette époque, une Cianghella ou un Lapo Salterello (une femme sans vergogne et un politicien corrompu) auraient suscité autant d'étonnement qu'un Cincinnatus ou une Cornelia (un homme intègre et une épouse honnête) aujourd'hui ; dans une ville si sereine, avec des concitoyens si dignes de confiance, dans une maison si douce, je suis né, j'ai été baptisé et appelé Cacciaguida dans l'ancien baptistère »

. À la fin du Chant, nous apprenons que Cacciaguida avait deux frères, Moronto et Eliseo (dont nous ne savons rien), qu'il a épousé une femme de Haute-Italie (une Aldighieri de Ferrare, précisera plus tard Giovanni Boccaccio), que le nom de famille Alighieri provient d'elle et des événements ultérieurs de sa vie jusqu'à sa mort.

## Analyse
Ce Chant est le premier d'un triptyque consacré au personnage de Cacciaguida (les deux autres sont les Chants XVI et XVII). Le triptyque est placé exactement au centre de la cantique, ce qui, selon le goût médiéval, implique une proéminence particulière.
L'évocation extensive de la Florence où est né Cacciaguida, par rapport à la Florence de l'époque de Dante met en évidence la décadence marquée des mœurs privées et publiques. (Le Chant suivant présentera une interprétation des raisons de ce changement). Au-delà de l'idéalisation évidente de cette époque, éloignée non pas dans le temps mais dans les valeurs, il faut reconnaître dans le texte de Dante l'intention d'indiquer que ce qui a déjà été réalisé dans l'histoire récente (la vie reposée et belle des citoyens) et est attesté par des signes concrets (la cloche de l'ancien cercle qui sonne encore les heures) peut être redécouvert et renouvelé. Cela fait partie de la dimension prophétique de la Comédie et en particulier du Paradis. En relation avec cette conviction, l'œuvre poétique de Dante acquiert une signification, comme l'explique le Chant XVII qui clôt le triptyque.